# Discovery Wings
Discovery Wings byl britský a americký televizní kanál, který přinášel dokumenty o letectví a který se stal pokračovatelem úspěšného pořadu Wings, který byl úspěšným na obrazovkách kanálu Discovery Channel v 90. létech 20. století. Tento kanál byl v USA nahrazen kanálem Military Channel, který divákům stále přináší mnohé dokumenty o válečném letectví.
Ve Spojeném království byl kanál Discovery Wings uzavřen, aby uvolnil místo novému televiznímu kanálu Discovery Turbo, který zahájil vysílání 1. března 2007. Tento kanál nyní vysílá dokumenty hlavně o autech a o motorech, ale příznivci letadel zde stále mohou nějaký pořad věnovaný letectví najít.